# Cristobal Fernandez de Vallodolid
 (juin 2024).
Si vous disposez d'ouvrages ou d'articles de référence ou si vous connaissez des sites web de qualité traitant du thème abordé ici, merci de compléter l'article en donnant les références utiles à sa vérifiabilité et en les liant à la section « Notes et références ».
Cristobal Fernandez de Vallodolid (Mérida, 25 juillet 1638 - Cordoue, 21 juillet 1690) est un prêtre catholique espagnol membre du tiers-ordre franciscain et fondateur des Franciscaines Hospitalières de Jésus le Nazaréen. Il est vénéré comme bienheureux par l'Église catholique.

## Biographie
Cristobal Fernandez naît à Mérida, en Espagne, au sein d'une famille modeste et religieuse. Dans son enfance, il travaille dans les champs avec son père. Très tôt, il se démarque de ses compagnons par son attrait particulier pour la prière et la pénitence.
Le 20 mars 1663, il est ordonné prêtre. Dès lors, Cristobal Fernandez sert comme aumônier militaire auprès des soldats espagnols qui menaient campagne contre le Portugal. Pour des raisons de santé, il a dû retourner dans sa maison familiale. Après s'être restauré, il devint ermite dans le désert dans la région de Cordoue. Attiré par la spiritualité de saint François d'Assise, il fit sa profession religieuse dans le tiers-ordre franciscain en 1671, au couvent de la Mère de Dieu près de Cordoue, sous le nom de Cristobal de Santa Catalina.
Le 11 février 1673, Cristobal Fernandez donne naissance à l'Hôpital de Notre-Seigneur Jésus le Nazaréen pour servir les nécessiteux. Les Sœurs Hospitalières de Jésus le Nazaréen ont été approuvés par le pape Benoît XIV en 1746. Nombreux sont ceux qui le joignirent dans son œuvre et permirent la croissance de celle-ci. Vivant dans une grande pauvreté, son dévouement auprès des plus nécessiteux et sa vie spirituelle lui acquirent une réputation de sainteté dans la région.

## Béatification
- La cause pour sa béatification est ouverte en 1760 dans le diocèse de Cordoue. L'enquête diocésaine est clôturée en 1770 et transférée à Rome pour y être étudiée par le Saint-Siège. Après avoir été mise de côté, la cause est relancée en 1995.

- Le 28 juin 2012, le pape Benoît XVI reconnaît l'héroïcité de ses vertus et le déclare vénérable.

- Le 7 avril 2013, Cristobal Fernandez est béatifié dans la cathédrale de Cordoue par le cardinal Angelo Amato, une fois que le pape Benoît XVI ait signé le décret de béatification le 20 décembre 2012.

- Il est fêté le 21 juillet.